# Quatorzième district congressionnel de Caroline du Nord
Le 14e district congressionnel de Caroline du Nord est un district créé après le recensement des États-Unis de 2020,. Le district nouvellement créé a été dessiné par un panel de trois juges de la Cour supérieure du Comté de Wake dans le cadre d'une carte corrective pour les élections de 2022 à la Chambre des représentants des États-Unis. Il couvre la moitié sud du comté de Mecklenburg et les trois quarts du comté de Gaston. Il comprend la majeure partie de Charlotte, ainsi que Gastonia, Mount Holly et Belmont.
Le district est plutôt démocrate. Alors que le comté de Gaston est fortement républicain, la part du district du comté de Mecklenburg compte deux fois la population de la partie du comté de Gaston.
Le 14e district est actuellement représenté par le républicain Tim Moore.

## Historique de vote
| Année | Poste      | Résultats                       |
| ----- | ---------- | ------------------------------- |
| 2016  | Président  | Clinton 52,4 % – 42,6 %         |
| 2016  | Sénat      | Ross 49,1 % – 47,0 %            |
| 2016  | Gouverneur | Cooper 53,7 % – 43,8 %          |
| 2020  | Président  | Biden 57,5 % – 41,1 %           |
| 2020  | Sénat      | Cunningham (en) 53,2 % – 42,5 % |
| 2020  | Gouverneur | Cooper 58,7 % – 39,6 %          |
| 2022  | Sénat      | Beasley (en) 56,7 % – 41,1 %    |

## Liste des Représentants du district
| Membre                             | Parti       | Années                            | Congrès | Histoire électorale                                                                                       | Zone géographique                                          |
| ---------------------------------- | ----------- | --------------------------------- | ------- | --- | ---------------------------------------------------------- |
| District établit le 3 janvier 2023 |             |                                   |         | |                                                            |
| Jeff Jackson                       | Démocrate   | 3 janvier 2023 - 31 décembre 2024 | 118e    | Élu en 2022. Retrait à la fin de son mandat pour se présenter comme Procureur général de Caroline du Nord | 2023–2025 Parties de Gaston et Mecklenburg                 |
| Tim Moore                          | Républicain | 3 janvier 2025 - en cours         | 119e    | Élu en 2024.                                                                                              | depuis 2025 Comtés de Burke, Cleveland, Gaston, Rutherford |

## Résultats des récentes élections
Voici les résultats des dix précédents cycles électoraux dans le district.

### 2022
| Primaire démocrate de 2022 du 14e district congressionnel de Caroline du Nord | Primaire démocrate de 2022 du 14e district congressionnel de Caroline du Nord | Primaire démocrate de 2022 du 14e district congressionnel de Caroline du Nord | Primaire démocrate de 2022 du 14e district congressionnel de Caroline du Nord | Primaire démocrate de 2022 du 14e district congressionnel de Caroline du Nord |
| ----------------------------------------------------------------------------- | ----------------------------------------------------------------------------- | ----------------------------------------------------------------------------- | ----------------------------------------------------------------------------- | ----------------------------------------------------------------------------- |
| Parti                                                                         | Parti                                                                         | Candidat                                                                      | Votes                                                                         | %                                                                             |
|                                                                               | Démocrate                                                                     | Jeff Jackson                                                                  | 34 724                                                                        | 86,1                                                                          |
|                                                                               | Démocrate                                                                     | Ramin Mammadov                                                                | 5 598                                                                         | 13,9                                                                          |

| Primaire républicaine de 2022 du 14e district congressionnel de Caroline du Nord | Primaire républicaine de 2022 du 14e district congressionnel de Caroline du Nord | Primaire républicaine de 2022 du 14e district congressionnel de Caroline du Nord | Primaire républicaine de 2022 du 14e district congressionnel de Caroline du Nord | Primaire républicaine de 2022 du 14e district congressionnel de Caroline du Nord |
| -------------------------------------------------------------------------------- | -------------------------------------------------------------------------------- | -------------------------------------------------------------------------------- | -------------------------------------------------------------------------------- | -------------------------------------------------------------------------------- |
| Parti                                                                            | Parti                                                                            | Candidat                                                                         | Votes                                                                            | %                                                                                |
|                                                                                  | Républicain                                                                      | Pat Harrigan                                                                     | 27 638                                                                           | 75,6                                                                             |
|                                                                                  | Républicain                                                                      | Jonathan Simpson                                                                 | 8 909                                                                            | 24,4                                                                             |

| Élection de 2022 du 14e district congressionnel de Caroline du Nord | Élection de 2022 du 14e district congressionnel de Caroline du Nord | Élection de 2022 du 14e district congressionnel de Caroline du Nord | Élection de 2022 du 14e district congressionnel de Caroline du Nord | Élection de 2022 du 14e district congressionnel de Caroline du Nord |
| ------------------------------------------------------------------- | ------------------------------------------------------------------- | ------------------------------------------------------------------- | ------------------------------------------------------------------- | ------------------------------------------------------------------- |
| Parti                                                               | Parti                                                               | Candidat                                                            | Votes                                                               | %                                                                   |
|                                                                     | Démocrate                                                           | Jeff Jackson                                                        | 148 738                                                             | 57,7                                                                |
|                                                                     | Républicain                                                         | Pat Harrigan                                                        | 109 014                                                             | 42,3                                                                |
| Total des votes                                                     | Total des votes                                                     | Total des votes                                                     | 257 752                                                             | 100 %                                                               |
|                                                                     | Les Démocrates remportent (nouveau siège)                           |                                                                     |                                                                     |                                                                     |

### 2024
| Primaire démocrate de 2024 du 14e district congressionnel de Caroline du Nord | Primaire démocrate de 2024 du 14e district congressionnel de Caroline du Nord | Primaire démocrate de 2024 du 14e district congressionnel de Caroline du Nord | Primaire démocrate de 2024 du 14e district congressionnel de Caroline du Nord | Primaire démocrate de 2024 du 14e district congressionnel de Caroline du Nord |
| ----------------------------------------------------------------------------- | ----------------------------------------------------------------------------- | ----------------------------------------------------------------------------- | ----------------------------------------------------------------------------- | ----------------------------------------------------------------------------- |
| Parti                                                                         | Parti                                                                         | Candidat                                                                      | Votes                                                                         | %                                                                             |
|                                                                               | Démocrate                                                                     | Pam Genant                                                                    | 20 389                                                                        | 60,8                                                                          |
|                                                                               | Démocrate                                                                     | Brendan Maginnis                                                              | 13 121                                                                        | 39,2                                                                          |

| Primaire républicaine de 2024 du 14e district congressionnel de Caroline du Nord | Primaire républicaine de 2024 du 14e district congressionnel de Caroline du Nord | Primaire républicaine de 2024 du 14e district congressionnel de Caroline du Nord | Primaire républicaine de 2024 du 14e district congressionnel de Caroline du Nord | Primaire républicaine de 2024 du 14e district congressionnel de Caroline du Nord |
| -------------------------------------------------------------------------------- | -------------------------------------------------------------------------------- | -------------------------------------------------------------------------------- | -------------------------------------------------------------------------------- | -------------------------------------------------------------------------------- |
| Parti                                                                            | Parti                                                                            | Candidat                                                                         | Votes                                                                            | %                                                                                |
|                                                                                  | Républicain                                                                      | Tim Moore                                                                        | 55 644                                                                           | 75,0                                                                             |
|                                                                                  | Républicain                                                                      | Jeff Gregory                                                                     | 9 562                                                                            | 12,9                                                                             |
|                                                                                  | Républicain                                                                      | Lillian Joseph                                                                   | 8 996                                                                            | 12,1                                                                             |

| Élection de 2024 du 14e district congressionnel de Caroline du Nord | Élection de 2024 du 14e district congressionnel de Caroline du Nord | Élection de 2024 du 14e district congressionnel de Caroline du Nord | Élection de 2024 du 14e district congressionnel de Caroline du Nord | Élection de 2024 du 14e district congressionnel de Caroline du Nord |
| ------------------------------------------------------------------- | ------------------------------------------------------------------- | ------------------------------------------------------------------- | ------------------------------------------------------------------- | ------------------------------------------------------------------- |
| Parti                                                               | Parti                                                               | Candidat                                                            | Votes                                                               | %                                                                   |
|                                                                     | Républicain                                                         | Tim Moore                                                           | 232 987                                                             | 58,1                                                                |
|                                                                     | Démocrate                                                           | Pam Genant                                                          | 168 269                                                             | 41,9                                                                |
| Total des votes                                                     | Total des votes                                                     | Total des votes                                                     | 401 256                                                             | 100 %                                                               |
|                                                                     | Les Républicains prennent aux Démocrates                            |                                                                     |                                                                     |                                                                     |

## Dans la culture populaire
Dans le film satirique politique de 2012 Moi, député (The Campaign), le représentant démocrate Camden Brady représente le 14e district fictif de Caroline du Nord.